# Xuchang
Xuchang, tidigare känd som Hsüchang, är en stad på prefekturnivå i Henan-provinsen i centrala Kina. Den ligger omkring 69 kilometer söder  om provinshuvudstaden Zhengzhou.

## Administrativ indelning
Xuchang är indelat i ett stadsdistrikt, två städer på häradsnivå och tre härad:
- Stadsdistriktet Weidu (魏都区)
- Staden Yuzhou (禹州市)
- Staden Changge (长葛市)
- Häradet Xuchang (许昌县)
- Häradet Yanling (鄢陵县)
- Häradet Xiangcheng (襄城县)

## Klimat
Genomsnittlig årsnederbörd är 710 millimeter. Den regnigaste månaden är juli, med i genomsnitt 149 mm nederbörd, och den torraste är januari, med 4 mm nederbörd.